# بنیاد علوی
بنیاد علوی (ایران) یک مؤسسهٔ غیردولتی در ایران است که تحت نظر بنیاد مستضعفان انقلاب اسلامی فعالیت می‌کند. بنیاد علوی در تاریخ ۱۳۶۶/۰۹/۱۷ در اداره ثبت شرکت‌ها و مؤسسات غیرتجاری تهران به ثبت رسید. فعالیت این بنیاد تا سال ۱۳۸۴ عمدتاً در حوزه املاک و مستغلات بوده است.
بنیاد علوی پس از انقلاب ۵۷، جایگزین بنیاد پهلوی شد. این مؤسسه در سال‌های بعد به هلدینگ اقتصادی بزرگی تبدیل شد که زیرنظر علی خامنه‌ای رهبر ایران، تحت عنوان بنیاد خیریه به زمین‌خواری گسترده و بهره‌برداری اقتصادی از دارایی‌های خاندان پهلوی پرداخته است. این بنیاد با تصرف زمین‌هایی که مردم شهرها و روستاهای مختلف ایران سال‌ها در آن‌ها به کشاورزی مشغول بودند، منافع اقتصادی خود و برخی نهادهای خاص را دنبال می‌کند.
بنیاد علوی (ایالات متحده) یک سازمان غیرانتفاعی خصوصی در ایالات متحده است. این سازمان در سال ۱۳۵۱ (۱۹۷۳ میلادی) با نام بنیاد پهلوی بنیان‌گذاری شد. در سال ۱۳۵۹ (۱۹۸۱ میلادی) به نام بنیاد مستضعفان تغییر نام داد ولی در سال ۱۳۷۱ (۱۹۹۲ میلادی) نام بنیاد علوی برای آن در نظر گرفته شد.

## از بنیاد پهلوی به بنیاد علوی
به گفتهٔ عباس میلانی، جمهوری اسلامی با فشار بر جعفر شریف امامی که عملاً در تمام طول حیات بنیاد پهلوی ریاست آن را برعهده داشت و از حق امضا از طرف بنیاد برخوردار بود، جمهوری اسلامی مالکیت خود را بر اموال بنیاد تحقق بخشید. شایع بود که جمهوری اسلامی همسر شریف امامی در ایران را گرو گرفته بود و تنها پس از امضای سند انتقال اموال به حکومت توسط همسرش، به او اجازهٔ خروج از ایران داده شد.

## اهداف و فعالیت‌ها
بنیاد علوی در سال ۱۳۶۶ تأسیس شد. در وبسایت این بنیاد نوشته شده که در سال ۱۳۸۴ به عنوان بازوی بنیاد مستضعفان فعالیت خود را در امور خیریه و عام‌المنفعه آغاز کرده که تاکنون ادامه دارد. این بنیاد تا پیش از مرگ روح‌الله خمینی زیرنظر نخست‌وزیری اداره می‌شد؛ امّا بعدها به دستور علی خامنه‌ای رهبر ایران، زیرنظر دفتر وی مشغول به فعالیت شد. این بنیاد ظاهراً به فعالیت‌های خیرخواهانه و کمک به ترویج فرهنگ و ارزش‌های اسلامی مشغول است ولی در عمل و در داخل ایران به مرکزی برای زمین‌خواری و درآمدزایی دفتر رهبری تبدیل شده است. این تنها بخشی از حوزهٔ فعالیت‌های این بنیاد است. طبق آنچه از دامنهٔ فعالیت‌های این مرکز در آمریکا اعلام شد، مشخص شده است که این نهاد به‌طور مستقیم با نهادهای امنیتی ایران در ارتباط است و علاوه‌بر فعالیت‌هایی همچون پولشویی، به خرید تجهیزات صنعتی، مواد شیمیایی و تکنولوژی مربوطه برای برنامهٔ اتمی ایران، پرداخت سهمیهٔ تحصیل دانشجویانی که از طرف سپاه به خارج از ایران اعزام می‌شوند، پرداخت منابعی برای خرید اطلاعات و نظارت بر امور ایرانیان مقیم آمریکا نیز مشغول است. در ایران نیز بنیاد علوی که جزو هلدینگ‌های بزرگ زیرنظر بنیاد مستضعفان به‌شمار می‌آید، صاحب شرکت‌ها و مجموعه‌های مختلفی از جمله: اسکان ایران، بازرگانی توسعه تجارت زرفام، بیمارستان اقبال، گروه پزشکی برزویه و گروه پزشکی اراک است.
تاکنون تقریباً هیچ‌گونه گزارش رسمی‌ای از ارزش واقعی دارایی‌های بنیاد علوی منتشر نشده است. هلدینگ بزرگی که علاوه‌بر فعالیت‌های اقتصادی شرکت‌های زیرمجموعهٔ خود، یکی از بزرگ‌ترین زمین‌خوارانی به‌شمار می‌رود که سالانه درآمدهای هنگفتی از محل فروش و اجارهٔ زمین‌های خود در استان‌های مختلف از جمله: مازندارن، گیلان، گلستان، قزوین، خراسان رضوی، خراسان شمالی، فارس، ایلام و… کسب می‌کند.
برخی نیز معتقدند فعالیت‌های بنیاد علوی فراتر از برنامه‌های خیریه است. راشل ارنفلد رئیس مرکز آمریکایی برای دموکراسی در مقاله‌ای در مجلّهٔ فوربس به کمک‌های مالی ۲۵ هزار دلاری و ۵۰ هزار دلاری این بنیاد به بنیاد کلینتون در سال ۲۰۰۸ اشاره می‌کند. دادستان فدرال نیویورک هم در سال ۲۰۰۹ بنیاد علوی را ویترین جمهوری اسلامی ایران و یک نهاد صوری معرفی کرد و افزود که از دو دههٔ پیش و با نقض کامل قوانین آمریکا، ریاست این بنیاد را مقامات مختلف ایرانی، از جمله نمایندگان جمهوری اسلامی در سازمان ملل برعهده داشته‌اند.

## ساختمان بنیاد

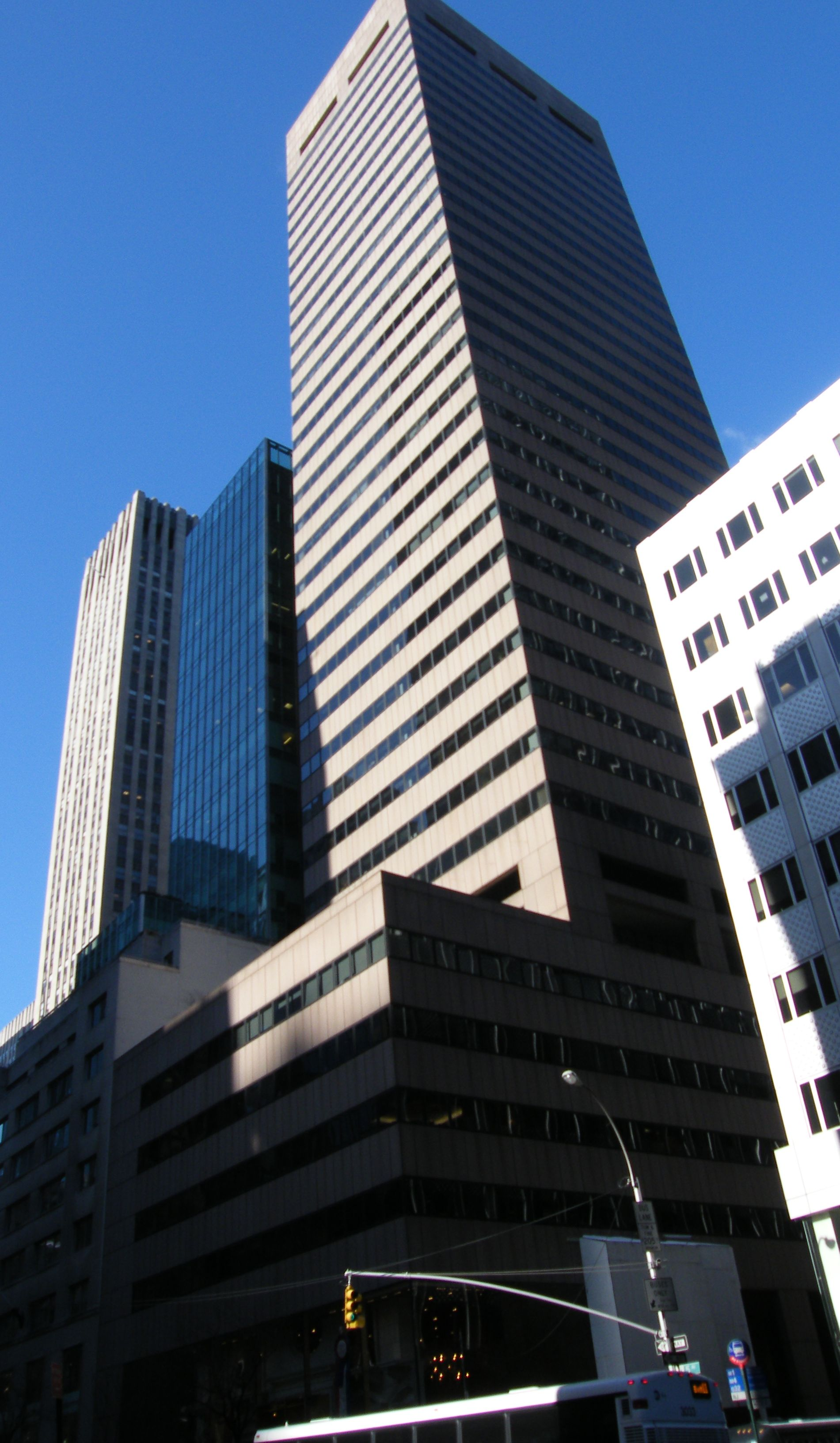
برج ۶۵۰ خیابان پنجم، یک آسمان‌خراش در شهر نیویورک است که با توجه به دادگاه تشکیل شده برای مصادرهٔ آن، مشخص شد که متعلق به بنیاد علوی است.

برج ۶۵۰ خیابان پنجم، محله منهتن، یکی از آسمان‌خراش‌های شهر نیویورک مقر بنیاد علوی است. ۶۰ درصد این ساختمان متعلق به بنیاد علوی است که وابسته به بنیاد مستضعفان است و ۴۰ درصد آن متعلق به شرکت آسا وابسته به بانک ملی ایران است. قیمت این ساختمان بین یک تا ۵ میلیارد دلار برآورد می‌شود.
بنیاد علوی علاوه‌بر برج منهتن ساختمان‌ها و اموالی نیز در ایالت‌های کوینز، تگزاس، کالیفرنیا، ویرجینیا و مریلند نیز دارد.

## احکام دادگاه آمریکا و مصادرهٔ دارایی‌های بنیاد
برای اوّلین بار در سال ۲۰۰۸ دادستانی آمریکا اعلام کرد که بنیاد علوی قانون منع تبادلات تجاری با ایران را زیر پا گذاشته و اقدام به پولشویی کرده است.

### احکام دادگاه (۲۰۰۹ تا ۲۰۱۴)
در سال ۲۰۰۹ پلیس فدرال آمریکا، فرشید جاهدی رئیس بنیاد علوی را در ارتباط با یک پرونده مالی مربوط به بانک ملی ایران بازداشت کرد. وی متهم بود سعی در نابود کردن اسنادی داشته که ثابت می‌کند این بنیاد اجاره‌بهای ساختمان‌های متعلق به خود را از طریق شرکت آسا در اختیار بانک ملّی ایران گذاشته است. بانک ملّی ایران به دلیل پشتیبانی مالی از برنامهٔ اتمی ایران تحت تحریم است.
دادستان فدرال نیویورک بر همین اساس درخواست ضبط دارایی‌های بنیاد علوی را که شامل حساب‌های بانکی به ارزش بیش از ۵۰۰ میلیون دلار، یک ساختمان ۳۶ طبقه در خیابان پنجم نیویورک، چهار مسجد شیعه در نیویورک، مریلند، کالیفرنیا و هیوستون، و مراکز اسلامی آن در مریلند، ویرجینیا، کالیفرنیا و تگزاس می‌شود، داده است.
در سال ۲۰۱۱ قاضی جورج دانیلز، در حکم اوّلیه، ایران را به نقش‌آفرینی در حملات یازده سپتامبر متهم کرده بود و پیرو آن در سال ۲۰۱۲، ایران، حزب‌الله و بن لادن را ملزم به پرداخت ۶ میلیارد دلار غرامت به قربانیان و بازماندگان حملات تروریستی کرد.
به دنبال آن و ارجاع پرونده این بنیاد به دادگاه، در تاریخ ۱۶ سپتامبر ۲۰۱۳ بخشی از حکم بر ضد این بنیاد صادر شد و بخش دوم حکم نیز در ۲۸ مارس ۲۰۱۴ صادر شد.
در سال ۲۰۱۴ قاضی فارست اعلام کرد که فعالیت مالکان آسمان‌خراش نیویورک در منهتن در ارتباط مستقیم با ایران است و سرمایه‌های آن توسط بانک ملّی ایران هدایت می‌شده است. قاضی فارست اعلام کرد که ایران به منظور کنترل کردن این آسمان‌خراش چند شرکت صوری ایجاد کرد تا مالک اصلی این ساختمان را در پشت صحنه نگه دارد؛ از جملهٔ این شرکت‌ها شرکت آسا است که ۴۰ درصد سهام این ساختمان را در اختیار دارد.
رأی مصادرهٔ اموال دوباره در سال ۲۰۱۴ تأیید شد. این حکم توسط دادگاه فدرال با ۱۹ شاکی و بستانکاران صادر شد. در میان بستانکاران، خانواده‌ها و قربانیان بمب‌گذاری مقر تفنگداران دریایی آمریکا در بیروت در سال ۱۹۸۳ و بمب‌گذاری برج «خوبر» در عربستان سعودی هستند. کاترین فارست قاضی دیوان عالی فدرال ایالات متحده آمریکا در حمایت از شکایت گذشتهٔ دولت آمریکا در این پرونده رأی داد و گفت که مالکان ساختمان تحریم‌ها علیه ایران را نقض کرده‌اند و به پولشویی پرداخته‌اند. علاوه‌بر این ساختمان، مقام‌های آمریکایی اموال بنیاد علوی در دیگر ایالت‌های آمریکا از جمله مریلند، کالیفرنیا، تگزاس و ویرجینیا را هم فروخته و حساب‌های بانکی‌شان را مصادره می‌کنند.

### رأی دادگاه (۲۰۱۷)
در ۲۹ ژوئیه ۲۰۱۷ جون اچ کیم، وکیل دولت آمریکا، اعلام کرد که هیئت منصفه دادگاه دربارهٔ ساختمان برج منهتن متعلق به بنیاد علوی به نفع دولت آمریکا رأی داده است و تمامی اموال متعلق به این بنیاد از جمله ساختمان بنیاد در منهتن و سایر ساختمان‌های وابسته به آن در شش ایالت دیگر آمریکا مصادره خواهند شد. در نهایت دعوایی که از سال ۲۰۰۸ شروع شد، در یک جدال ۹ ساله به نفع دولت آمریکا به پایان رسید. در رأی دادگاه اتهاماتی مانند ارتکاب یا مشارکت در اعمال تروریستی و نیز پولشویی از موضوعات دیگری است که این بنیاد به آن متهم شده است.